# Битва при Рафії
Битва при Рафії (22 червня 217 до н. е.) — битва між військами басилевсів Антіоха III Великого та Птолемея IV Філопатора під час Четвертої Сирійської війни (219—217 рр. до н. е.) за Келесирію. Одна з найбільших битв елліністичного періоду.

## Події, що передували битві
Заповзятливий селевкідський цар Антіох III, який посів трон в 223 р. до н. е., до 219 р. до н. е. зміцнив своє становище і зміг виступити проти одвічного ворога — птолемеївського Єгипту. Дії Антіоха були успішними — селевкідська армія повернула Селевкію Пієрію, розгорнула наступ у Фінікії та Палестині. Для вирішального бою війська противників зустрілися біля міста Рафії (нині — Рафах) близько Гази.

## Хід битви
Згідно Полібію, Птолемей мав 70 тис. піхоти, 5 тис. кавалерії, 73 слона. Лівий фланг зайняла кавалерія. Між кавалерією і фалангою позиції займали критяни, потім царська агема, далі пельтасти, що прилягали до лівійців в македонському озброєнні. На правому фланзі перебувала кавалерія, ліворуч від якого стояли галати і фракійці. Слідом за ними стояли грецькі найманці, примикаючи до єгипетської фаланги. Сорок слонів стояли на лівому флангу, ними командував сам Птолемей. Тридцять три слона були розташовані на правому фланзі поруч з найманою кіннотою.
Армія Антіоха налічувала 62 тис. піхоти, 6 тис. кавалерії і 103 слона. Антіох виставив шістдесят слонів перед правим флангом навпроти слонів Птолемея, за ними поставив чотири тисячі кінноти, до яких примикали критяни і грецькі найманці, а між ними знаходилися п'ять тисяч воїнів в македонському озброєнні. На лівому фланзі Антіох поставив дві тисячі вершників, там же були поставлені кардаки, індійські метальники дротиків, три тисячі легкоозброєних піхотинців і воїни різних азійських народів.
Битва почалася сутичкою слонів на передній лінії військ, де індійські слони Антіоха здобули перемогу над лівійськими слонами Птолемея на правому крилі війська. Полібій залишив опис бойових дій слонів в битві при Рафії: «Давши бойовий сигнал, вони насамперед ввели в бій слонів. І ось деякі з слонів Птолемея зіткнулися з супротивниками: на них чудово билися баштові бійці, врукопашну кололи і вражали один одного саріссами, але ще краще билися слони, борючись з усією силою і стикаючись у зустрічному бою, бо б'ються ці тварини так, переплітаючись і впершись іклами один в одного, вони штовхають з усієї сили і топчуться на місці, поки один, здолавши іншого, не відтіснить морду в бік, а як тільки один, відтіснивши, поставить іншого боком до себе, він ранить його іклами зовсім так, як бик рогами. Більшість же слонів Птолемея боягузливо ухилився від бою, як зазвичай роблять африканські слони. Вони не виносять запаху і голосу індійських слонів, але, як мені здається, уражені їх величиною і силою, вони зараз же, як тільки побачать їх, звертаються до втечі. Так сталося і тепер, коли слони єгиптян в безладді були відтіснені до своїх».
Там же грецькі найманці Антіоха перемогли пельтастів Птолемея, вже зім'ятих своїми ж слонами. На лівому ж фланзі грецькі найманці і кавалерія єгипетської армії змусили втікати азійських піхотинців сирійської армії. Нарешті, в бою зійшлися сирійська і єгипетська фаланги. Тут єгиптяни, підбадьорювані особистою присутністю Птолемея, загальним натиском перекинули сирійську фалангу, а єгипетська кіннота і найманці довершили розгром. Антіох, захоплений переслідуванням відступаючого ворога на правому крилі, занадто пізно помітив небезпеку і був змушений відступити з усією своєю армією до Рафії, звідки далі відійшов у свою державу.
Антіох втратив трохи менше десяти тисяч піхоти і більше трьохсот кінноти убитими, п'ять слонів; чотири тисячі чоловік полоненими. Птолемей втратив півтори тисячі чоловік піхоти, до семисот — кінноти і шістнадцять слонів.

## Наслідки битви
Після перемоги при Рафії Птолемей без бою захопив Рафію та інші міста Келесирії. Антіох, відступивши на межі свого царства, запропонував мир, який Птолемей охоче прийняв. За умовами миру Антіох втратив всі придбання в Сирії, окрім Селевкії Пієрії.
Серйозна поразка примусила Антіоха припинити наступ на Єгипет і зайнятися придушенням сепаратизму у своїй державі.
Це був останній великий успіх Птолемеїв. Надалі їх держава продовжувала слабшати від повстань і економічного занепаду, відступаючи під ударами Селевкідів.